# Emil Ernst
Emil Ernst fue un astrónomo alemán.

## Educación
Hizo su tesis doctoral en 1918 en el  Landessternwarte Heidelberg-Königstuhl (Königstuhl Observatorio, cerca de Heidelberg) en la Universidad de Heidelberg.
En ese momento, el observatorio de Heidelberg era un centro de descubrimiento de asteroides bajo la dirección de Max Wolf. 

## Asteroides descubiertos
Durante su tiempo en el Observatorio de Heidelberg, Ernst descubrió un asteroide.
| (705) Erminia | 6 de octubre de 2010 |